# Enochrus segmentinotatus
Enochrus segmentinotatus é uma espécie de insetos coleópteros polífagos pertencente à família Hydrophilidae.
A autoridade científica da espécie é Kuwert, tendo sido descrita no ano de 1888.
Trata-se de uma espécie presente no território português.